# Rhopalophora yucatana
Rhopalophora yucatana là một loài bọ cánh cứng trong họ Cerambycidae.